# Ehrenhausen an der Weinstraße
Ehrenhausen an der Weinstraße è un comune austriaco di 2 579 abitanti nel distretto di Leibnitz, in Stiria; ha lo status di comune mercato (Marktgemeinde). È stato creato il 1º gennaio 2015 dalla fusione dei precedenti comuni di Berghausen, Ehrenhausen, Ratsch an der Weinstraße e Retznei; capoluogo comunale è Ehrenhausen.